# 怀德站 (韩国)
懷德站（：／ Hoedeok yeok */?）是京釜線沿線的一座鐵路車站，位於韓國大田广域市大德區新垈洞。自2007年6月起停止客運服務，目前僅供貨運。

## 历史
- 1905年1月1日 - 落成使用。
- 1999年12月23日 - 新站舍竣工。
- 2007年6月1日 - 停止旅客營運。

## 车站周边
- 怀德中学
- 瓦洞初等学校

## 相鄰車站
韓國鐵道公社
京釜線
新灘津－懷德－大田操車場